# SI-voorvoegsel
Een SI-prefix of SI-voorvoegsel is een decimaal voorvoegsel dat kan worden toegevoegd aan elke eenheid van het SI-stelsel, om aan te geven dat het om veelvouden of delen van die eenheden gaat. Deze prefixen zijn officieel vastgesteld door het Bureau international des poids et mesures.
Deze prefixen worden ook gebruikt met niet-SI-eenheden, zoals de centiare, kiloton en milliliter.

## Overzicht
Als voorbeeld, het voorvoegsel kilo vermenigvuldigt de eenheid met 1000. Een kilometer is dus gelijk aan 1000 meter en een kilowatt is gelijk aan 1000 watt. Het prefix milli deelt de eenheid door duizend. Een millimeter is een duizendste meter, er zitten 1000 millimeters in een meter, en een milliliter is een duizendste liter. De mogelijkheid om hetzelfde voorvoegsel met verschillende SI-eenheden te kunnen gebruiken is een van de grote sterktes van het SI-systeem, doordat het aanleren van het systeem hierdoor sterk vereenvoudigd wordt.
Afgezien van de voorvoegsels voor tienvouden en honderdvouden, deca en hecto, en voor tienden en honderdsten, centi en deci, zijn alle SI-voorvoegsels gehele machten van duizend, dus 103n of 10−3n.
| 10n   | Prefix | Symbool | Naam               | Decimaal equivalent                       |      | 10n          | Prefix | Symbool     | Naam                                      | Decimaal equivalent |
| 10−1  | deci   | d       | een tiende         | 0,1                                       | 101  | deca, deka   | da     | tien        | 10                                        |                     |
| 10−2  | centi  | c       | een honderdste     | 0,01                                      | 102  | hecto, hekto | h      | honderd     | 100                                       |                     |
| 10−3  | milli  | m       | een duizendste     | 0,001                                     | 103  | kilo         | k      | duizend     | 1 000                                     |                     |
| 10−6  | micro  | µ       | een miljoenste     | 0,000 001                                 | 106  | mega         | M      | miljoen     | 1 000 000                                 |                     |
| 10−9  | nano   | n       | een miljardste     | 0,000 000 001                             | 109  | giga         | G      | miljard     | 1 000 000 000                             |                     |
| 10−12 | pico   | p       | een biljoenste     | 0,000 000 000 001                         | 1012 | tera         | T      | biljoen     | 1 000 000 000 000                         |                     |
| 10−15 | femto  | f       | een biljardste     | 0,000 000 000 000 001                     | 1015 | peta         | P      | biljard     | 1 000 000 000 000 000                     |                     |
| 10−18 | atto   | a       | een triljoenste    | 0,000 000 000 000 000 001                 | 1018 | exa          | E      | triljoen    | 1 000 000 000 000 000 000                 |                     |
| 10−21 | zepto  | z       | een triljardste    | 0,000 000 000 000 000 000 001             | 1021 | zetta        | Z      | triljard    | 1 000 000 000 000 000 000 000             |                     |
| 10−24 | yocto  | y       | een quadriljoenste | 0,000 000 000 000 000 000 000 001         | 1024 | yotta        | Y      | quadriljoen | 1 000 000 000 000 000 000 000 000         |                     |
| 10−27 | ronto  | r       | een quadriljardste | 0,000 000 000 000 000 000 000 000 001     | 1027 | ronna        | R      | quadriljard | 1 000 000 000 000 000 000 000 000 000     |                     |
| 10−30 | quecto | q       | een quintiljoenste | 0,000 000 000 000 000 000 000 000 000 001 | 1030 | quetta       | Q      | quintiljoen | 1 000 000 000 000 000 000 000 000 000 000 |                     |

Men ziet:
- Vanaf mega hebben vergrotende prefixen een hoofdletter als symbool, verkleinende prefixen hebben een kleine letter; vanaf zetta en zepto is het voor corresponderende voorvoegsels bovendien dezelfde letter.
- Vanaf mega en micro eindigen vergrotende prefixen op a en verkleinende op o.

Sommige combinaties zijn echter ongebruikelijk. Zo zal men niet gauw megameter zeggen, maar liever duizend kilometer. Ook kiloliter wordt niet gauw gebruikt, er zal eerder gesproken worden van een kubieke meter of kuub. De hoogte van een berg of vliegtuig wordt eerder opgegeven in meters dan in kilometers. Verder resulteren veel prefixen in zeer grote of zeer kleine eenheden die men zelden of nooit nodig heeft: een microfarad is heel gewoon en een megafarad is onpraktisch veel, een megahertz is heel gewoon en een microhertz zeer ongebruikelijk.
De grootste en kleinste voorvoegsels worden weinig gebruikt. Het is gemakkelijk de massa van een proton aan te geven als 1,67 rg, maar toch schrijft men liever 1,67 × 10−30 kg.
De laatste letter van een voorvoegsel wordt wel eens weggelaten als daarna een klinker komt. Dit is bekend in hectare. Ook kilohm wordt wel gezien.

## Getalwaarden
Dankzij de voorvoegsels kan de waarde van een grootheid met een eigen eenheid, binnen het bereik van quecto tot quetta, altijd uitgedrukt worden met een getal tussen 1 en 1000. Bij grootheden met een eenheid zonder eigen naam, uitgedrukt in een macht van een eenheid, kan een groter getal onvermijdelijk zijn, bijv 123.000.000 m³. Bij een product van machten van eenheden heeft men de keuze bij welke eenheid of eenheden een voorvoegsel komt. Grote getallen kunnen in voorkomende gevallen vermeden worden door het voorvoegsel te gebruiken bij een eenheid, bij voorkeur bij een eenheid met macht 1 of −1. Bijvoorbeeld: 37 m³/μs is korter dan 37.000.000 m³/s. 
Wat handige eenheden zijn hangt echter van meer factoren af. Zo heeft de keuze van de eenheid invloed op de nauwkeurigheid (aantal significante cijfers). In het voorbeeld ligt een waarde van 37 m³/μs tussen de 36,5 en 37,5 m³/μs, terwijl een waarde van 37.000.000 m³/s tussen de 36.999.999,5 en 37.000.000,5 m³/s ligt. Zegt men dat een afstand 24 000 m is, dan is dat nauwkeuriger dan 24 km.

## Geschiedenis
Reeds in de tijd van Napoleon werden er gestandaardiseerde voorvoegsels bedacht.
De namen waren voor de vergrotende voorvoegsels werden aan het Grieks ontleend en voor de verkleinende voorvoegsels aan het Latijn.
Zo kwam men tot de laatste vier regels uit bovenstaande tabel, en myria voor 10.000 (10⁴).
Toen dat niet voldoende bleek te zijn, ontstond er enige wildgroei.
Voorbeelden hiervan zijn micron µ en ångström Å voor een miljoenste en een tien miljardste meter.
In de tweede helft van de twintigste eeuw werd daarom besloten de lijst van standaardvoorvoegsels uit te breiden en alleen deze voorvoegsels toe te staan.
De micron werd daarmee micrometer (µm) en de ångström werd 0,1 nm.
Naar analogie kan men nu ook microjoule en micronewton maken.
Bovendien werd besloten dat naast de voorvoegsels centi, deci, deca en hecto alleen voorvoegsels voor een macht van duizend (103n) zouden worden gebruikt.
Naarmate de wetenschap vorderde zijn er steeds meer prefixen toegevoegd. Daarbij werd enige regelmaat betracht om ze gemakkelijker te onthouden, zie boven.

## Schrijfwijze
Hier wordt onderscheid gemaakt tussen de naam, voluit, van de eenheid en het symbool ervan. De taalkundige regels zijn als volgt.

### Voluit geschreven
Voluit geschreven namen en prefixen volgen de regels van de taal waarin wordt geschreven. Kleine variaties zijn niet bezwaarlijk omdat ze geen verwarring geven.
In het Nederlands geldt dat voluit geschreven prefixen en eenheden met een kleine letter beginnen (behalve aan het begin van een zin): picofarad, milligram, centimeter, kilovolt, megabyte, gigawatt, volt, ampère. In andere talen, in onder andere het Duits, kunnen andere regels gelden.
De prefix en de eenheid worden samen als één woord geschreven.
Soms vervalt er een letter, zoals in hectare, officieel toegelaten, en megohm, niet volgens de regels. Het is ook mogelijk dat de regels van de taal eisen dat er een koppelteken wordt gebruikt: mega-ampère.

### Symbolen
De symbolen voor eenheden en prefixen worden volgens de internationale regels geschreven, dus onafhankelijk van de taal. Dit is belangrijk omdat een symbool uit slechts enkele letters bestaat: een klein verschil in schrijfwijze resulteert in een ander symbool.
De symbolen van de prefixen hebben een kleine letter tot en met kilo (ook aan het begin van een zin, al komt dat zelden voor) en daarboven een hoofdletter: pF, mg, cm, kV, Mb, GW. Doet men dit verkeerd dan kan dat een groot verschil in betekenis veroorzaken: de notatie mW betekent milliwatt en MW megawatt.

## Voorgestelde uitbreidingen of andere benaderingen
Er zijn verschillende voorstellen om de lijst van SI-voorvoegsels verder uit te breiden.
Enkele voorstellen staan in onderstaande tabel. 
De prefixen met een gele achtergrond zijn thans reeds officieel vastgelegd.
| 10n   | Prefix   | Symbool |      | 10n     | Prefix | Symbool |
| 10−21 | zepto    | z       | 1021 | zetta   | Z      |         |
| 10−21 | ento     |         | 1021 | hepa    |        |         |
| 10−24 | yocto    | y       | 1024 | yotta   | Y      |         |
| 10−24 | fito     |         | 1024 | otta    |        |         |
| 10−27 | syto     |         | 1027 | nea     |        |         |
| 10−27 | xenno    | x       | 1027 | xenna   | X      |         |
| 10−27 | novemo   |         | 1027 | xenta   | X      |         |
| 10−27 | harpo    |         | 1027 | novetta |        |         |
| 10−27 | lotto    | l       | 1027 | harpi   |        |         |
| 10−27 | novo     | n       | 1027 | nova    | N      |         |
| 10−27 | millikan | mkan    | 1027 | lotta   | L      |         |
| 10−30 | tredo    |         | 1030 | wekta   | W      |         |
| 10−30 | weko     | w       | 1030 | weka    | W      |         |
| 10−30 | decemo   |         | 1030 | decetta |        |         |
| 10−30 |          | dea     | 1030 |         |        |         |
| 10−30 | groucho  |         | 1030 | grouchi |        |         |
| 10−33 | revo     |         | 1033 | una     |        |         |
| 10−33 | vendeko  | v       | 1033 | vendeka | V      |         |
|       |          |         | 1036 | udeka   | U      |         |
|       |          | udekta  | 1036 | U       |        |         |

Het prefix bronto is gebruikt in de verzonnen term brontobyte, maar op het internet worden meerdere betekenissen gevonden: 1015, 1021, 1024, of 1027.

### Voorstel van Blowers
Een meer systematische benadering is beschreven door Jim Blowers:
1021 en 10−21 zijn de zevende prefixen. 
Als symbool kiezen we de laatste letter van het alfabet, Z voor 1021 en z voor 10−21.
De naam van het prefix is dan ook de letter z plus een variatie op septi, het Latijnse woord voor zeven.
Het vergrotende prefix eindigt op a en het verkleinende prefix op o.
Zo komt men tot zepto en zetta.
Voor de volgende prefixen gaan we terug in het alfabet en we voegen aan deze letters de Griekse of Latijnse naam van het volgende getal toe.
| 10n   | Prefix | Symbool |      | 10n   | Prefix | Symbool | Opmerking |
| 10−1  | deci   | d       | 101  | deka  | da     | In het dagelijks leven veel gebruikt, zoals in decibel, centimeter en hectopascal, in SI afgeraden.                                                                       |           |
| 10−2  | centi  | c       | 102  | hecto | h      | In het dagelijks leven veel gebruikt, zoals in decibel, centimeter en hectopascal, in SI afgeraden.                                                                       |           |
| 10−3  | milli  | m       | 103  | kilo  | k      | |           |
|       |        |         | 104  | myria |        | Afgeschaft in het SI-stelsel, bestond wel in het metrieke stelsel. Afgeleid van het Grieks μύριοι (mýrioi), wat tienduizend of een oneindig groot getal betekent          |           |
| 10−6  | micro  | μ       | 106  | mega  | M      | Vanaf hier wordt een consequente eindletter (-o of -a) en een consequente hoofdletter/kleine letter gebruikt                                                              |           |
| 10−9  | nano   | n       | 109  | giga  | G      | Vanaf hier wordt een consequente eindletter (-o of -a) en een consequente hoofdletter/kleine letter gebruikt                                                              |           |
| 10−12 | pico   | p       | 1012 | tera  | T      | Vanaf hier wordt een consequente eindletter (-o of -a) en een consequente hoofdletter/kleine letter gebruikt                                                              |           |
| 10−15 | femto  | f       | 1015 | peta  | P      | Vanaf hier wordt een consequente eindletter (-o of -a) en een consequente hoofdletter/kleine letter gebruikt                                                              |           |
| 10−18 | atto   | a       | 1018 | exa   | E      | Vanaf hier wordt een consequente eindletter (-o of -a) en een consequente hoofdletter/kleine letter gebruikt                                                              |           |
| 10−21 | zepto  | z       | 1021 | zetta | Z      | Vanaf hier wordt een consequent symbool gebruikt (dezelfde letter voor vergrotend en verkleinend prefix). Vanaf hier is de volgorde van de letters omgekeerd alfabetisch. |           |
| 10−24 | yocto  | y       | 1024 | yotta | Y      | Vanaf hier wordt een consequent symbool gebruikt (dezelfde letter voor vergrotend en verkleinend prefix). Vanaf hier is de volgorde van de letters omgekeerd alfabetisch. |           |
| 10−27 | xonto  | x       | 1027 | xona  | X      | Vanaf hier wordt een consequent symbool gebruikt (dezelfde letter voor vergrotend en verkleinend prefix). Vanaf hier is de volgorde van de letters omgekeerd alfabetisch. |           |
| 10−30 | wekto  | w       | 1030 | weka  | W      | Vanaf hier wordt een consequent symbool gebruikt (dezelfde letter voor vergrotend en verkleinend prefix). Vanaf hier is de volgorde van de letters omgekeerd alfabetisch. |           |
| 10−33 | vunkto | v       | 1033 | vunda | V      | Vanaf hier wordt een consequent symbool gebruikt (dezelfde letter voor vergrotend en verkleinend prefix). Vanaf hier is de volgorde van de letters omgekeerd alfabetisch. |           |
| 10−36 | unto   | u       | 1036 | uda   | U      | Vanaf hier wordt een consequent symbool gebruikt (dezelfde letter voor vergrotend en verkleinend prefix). Vanaf hier is de volgorde van de letters omgekeerd alfabetisch. |           |
| 10−39 | trekto | td      | 1039 | treda | TD     | Het symbool T is al in gebruik voor tera |           |
| 10−42 | sotro  | s       | 1042 | sorta | S      | |           |
| 10−45 | rimto  | r       | 1045 | rinta | R      | |           |
| 10−48 | quekto | q       | 1048 | quexa | Q      | |           |
| 10−51 | pekro  | pk      | 1051 | pepta | PP     | De symbolen p en P zijn al in gebruik voor pico en peta |           |
| 10−54 | otro   | o       | 1054 | ocha  | O      | |           |
| 10−57 | nekto  | nk      | 1057 | nena  | N      | Het symbool n is al in gebruik voor nano |           |
| 10−60 | mikto  | mi      | 1063 | minga | MI     | De symbolen m en M zijn al in gebruik voor milli en mega |           |
| 10−66 | lunto  | l       | 1066 |       | L      | |           |

### Andere voorstellen
Er zijn ook voorstellen om met een basis anders dan het decimale te werken, zoals binair of hexadecimaal.

### Andere notaties
Het voordeel van een prefix is vooral dat het gemakkelijker te typen is, en voor sommigen ook gemakkelijker te begrijpen, dan een notatie met een macht van 10. Het voordeel van gemakkelijk typen geldt ook voor de wetenschappelijke notatie in de vorm gebruikt bij rekenmachines en computers, zoals 6e-23.
In 1991 werden onder meer de zetta en de yotta ingevoerd, met respectievelijk 21 en 24 nullen achter de hoeveelheid.
Op 18 november 2022 werden in het paleis van Versailles door wetenschappers op een bijeenkomst van de Algemene Conferentie over Maten en Gewichten (CGPM) de nieuwe metrische voorvoegsels ronna (R) en quetta (Q) aangenomen om immense orden van grootte uit te drukken, die respectievelijk 27 en 30 nullen achter de eenheid uitdrukken.